# 许志琴
许志琴（1941年8月14日—），原籍重庆，生于上海，中国构造地质学家，中国地质科学院地质研究所研究员、“973”基础研究项目和国家自然科学基金重大项目首席科学家。曾任中国地质科学院副院长、地质研究所所长。

## 生平
1964年毕业于北京大学地质地理系。1987年获法国蒙贝利埃大学构造地质博士学位。1995年当选为中国科学院院士。